# 日本分析センター
公益財団法人日本分析センター（にほんぶんせきセンター、英文表記：Japan Chemical Analysis Center、略称：JCAC）は、環境放射能に関する分析・測定、安定同位体比の分析、精度管理や研修など、環境に関わる幅広い分析サービス事業を実施している公益財団法人。

## 概要
それまで米国原子力潜水艦などをはじめとする環境放射能分析を引き受けていた「財団法人日本分析化学研究所」のデータ捏造事件を受け、信頼回復のため、森山欽司科学技術庁長官の指示により環境放射能、放射線を中心に幅広く各種分析を行う分析専門機関として1974年（昭和49年）5月に設立 。
2013年（平成25年）4月、公益財団法人へと移行。
- 千葉本部 - 千葉県千葉市稲毛区山王町295-3
- むつ分析科学研究所 - 青森県むつ市港町4-24（日本原子力研究開発機構青森研究開発センターむつ事業所大湊施設内）

## 業務
国、地方公共団体、民間企業等からの依頼を受け、以下の調査を実施している。
- 環境放射能に関する分析・測定
  - 放射性核種分析
    - ゲルマニウム半導体検出器によるガンマ線測定、トリチウム分析、炭素14分析、コバルト60分析、ストロンチウム90分析、ヨウ素129分析、ラジウム分析、ポロニウム分析、鉛分析、トリウム分析、ウラン分析、プルトニウム分析、アメリシウム・キュリウム分析、クリプトン85分析、キセノン133分析

  - 線量測定
    - 連続モニタによる環境ガンマ線量測定、熱ルミネセンス線量計による環境ガンマ線量測定、蛍光ガラス線量計による環境ガンマ線量測定

  - データの収集・管理
    - 環境放射線データベース「日本の環境放射能と放射線」の運営・管理
- 生活環境に関する分析
  - 食品等の炭素、窒素等の安定同位体の分析
  - ICP-MSによる微量元素分析
- 精度管理業務
  - 相互比較分析、技能試験、放射線測定機器の校正、標準試料の供給
- 研修業務
  - 環境放射能分析・測定研修（都道府県モニタリング機関対象、一般機関対象）

## 沿革
- 1974年（昭和49年）7月 - 財団法人日本分析センター設立、理化学研究所駒込分所（文京グリーンコート付近）で業務開始。その後、10月に東京都板橋区舟渡の仮施設に移転。
- 1979年（昭和54年）- 千葉市稲毛区山王町の現施設に移転。
- 1990年（平成2年）- チタン鉱石問題発生。これに係るトリウム、ウラン分析を実施。
- 1994年（平成6年）‐ 旧ソ連・ロシア海洋投棄に係る日本海の調査を実施。
- 1995年（平成7年）- 旧ソ連・ロシア海洋投棄に係るオホーツク海・カムチャッカ半島付近の調査を実施。
- 1997年（平成9年）- 米軍の劣化ウラン含有弾誤使用問題で沖縄県鳥島の調査を実施。
- 2000年（平成12年）‐ 品質システム規格ISO 9001の認証を取得。
- 2002年（平成14年）- 試験所認定規格ISO/IEC 17025認定を取得。
- 2003年（平成15年）
  - サプリメント中のドーピング禁止物質の分析を開始。
  - シックハウスの原因物質の分析を開始。
- 2004年（平成16年）- 沖国大米軍ヘリ墜落事件調査を実施。
- 2006年（平成18年）- 北朝鮮地下核実験に伴う環境放射能調査を実施。
- 2007年（平成19年）- 新潟県中越沖地震の発生にともなう海産生物、農作物の放射能調査を実施。
- 2008年（平成20年）- 温泉成分の分析を開始。
- 2009年（平成21年）
  - 情報セキュリティマネジメントシステム規格ISO/IEC 27001認証を取得。
  - 第2回の北朝鮮地下核実験にともなう環境放射能調査を実施。
  - 食品等の炭素、窒素等の安定同位体の分析及び輸入食品の放射線照射の検知を開始。
- 2010年（平成22年）
  - 環境マネジメントシステム規格ISO 14001認証を取得。
  - JCSS（計量法校正事業者登録制度）の「放射線・放射能・中性子」の区分に登録。
  - 東京都荒川区南千住にアンチ・ドーピング研究所を設置。
  - 青森県むつ市にむつ分析科学研究所を設置。
- 2011年（平成23年）‐ 東京電力福島第一原子力発電所事故の影響調査を開始。
- 2013年（平成25年）
  - 第3回の北朝鮮地下核実験に伴う環境放射能調査を実施。
  - 公益財団法人に移行。
- 2016年（平成28年）- 第4回・第5回の北朝鮮地下核実験に伴う環境放射能調査を実施。
- 2017年（平成29年）
  - アンチ・ドーピング研究所を廃止。
  - 第6回の北朝鮮地下核実験に伴う環境放射能調査を実施。
- 2024年（令和6年）
  - むつ分析化学研究所を廃止。